# Tombe byzantine près du Jagodinmalski most à Niš
La tombe byzantine près du Jagodinmalski most à Niš (en serbe cyrillique : Византијска гробница код Јагодинмалског моста са мартиријумом у Нишу ; en serbe latin : Vizantijska grobnica kod Jagodinmalskog mosta sa martirijumom u Nišu) se trouve à Niš, dans la municipalité de Pantelej et dans le district de Nišava, en Serbie. Elle est inscrite sur la liste des monuments culturels protégés de la République de Serbie (identifiant no SK 1012),.